# 대한민국 민법 제674조의9
대한민국 민법 제674조의9는 강행규정에 대한 민법조문이다. 2015년 2월 3일에 신설되었으며 2016년 2월 4일에 시행되었다.

## 조문
제674조의9(강행규정) 제674조의3, 제674조의4 또는 제674조의6부터 제674조의8까지의 규정을 위반하는 약정으로서 여행자에게 불리한 것은 효력이 없다.

## 참고 문헌
- 오현수, 일본민법, 진원사, 2014. ISBN 9788963463452
- 오세경, 대법전, 법전출판사 , 2014 ISBN 9788926210277
- 이준현 , LOGOS 민법 조문판례집, 미래가치, 2015. ISBN 9791155020869

## 같이 보기
- 여행
- 여행계약